# Ballybriest

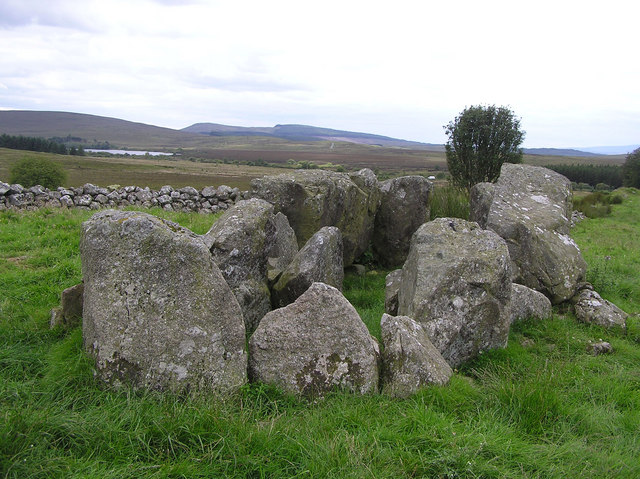
Reste des Court tomb

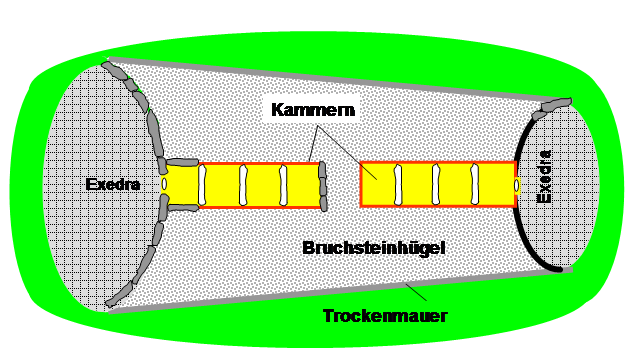
Schema eines Double-Court tomb

Das Double-Court Tomb von Ballybriest (irisch Baile Briosc; auch Carnanbane genannt, irisch Carnán Bán, deutsch „kleiner weißer Cairn“) im County Londonderry in Nordirland, liegt zwischen Draperstown und Cookstown an den westlichen Hängen des Slieve Gallion, den Lough Fea überblickend. 
Die aus dem Neolithikum stammenden Anlagen dieser seltenen Abart werden auch „Dual Court Grave“ genannt. Court Tombs gehören zu den megalithischen Kammergräbern (englisch chambered tombs) der Inseln Irland und Großbritannien. Sie werden mit mehr als 600 Exemplaren überwiegend in Ulster im Norden der Republik Irland beziehungsweise in Nordirland gefunden.
Ballybriest wurde im 18. oder 19. Jahrhundert durch eine Landreform axial in seiner nördlichen Hälfte stark beschädigt. Erhalten blieb die Südhälfte des östlichen Vorhofs und seine doppelte Galerie, sowie der südliche Teil des westlichen Hofes (englisch court). Die Ausgrabung von 1937 legte im Osthof eine schwarze Schicht verbrannter Knochen vermischt mit zerscherbter Keramik aus dem Neolithikum frei. In einem ovalen Hohlraum in Form einer polygonalen Steinkiste die im Cairn angelegt wurde, wurde der Leichenbrand eines erwachsenen Mannes mit einem Glockenbecher als Beigabe platziert.

## Wedge Tomb
Auf tiefer liegendem moorigem Boden, etwa 100 m im Südwesten, liegt ein Wedge Tomb, das vor der Vermoorung des Geländes errichtet wurde. Die Megalithanlage ragt nur teilweise aus dem Moor. Ihr Beiname Carnanbane scheint für alle megalithischen Strukturen der Gegend zu gelten. Das Wedge Tomb ist etwa 5,5 m lang, an der Vorderseite 3,5 m breit und besteht aus einer Kammer, die von zwei Decksteinen bedeckt ist. Ein Decksteine ist etwa 1,8 m × 1,2 m groß, der andere 1,7 m × 1,0 m. Der Zugang ist etwas mehr als einen Meter breit. Die Portalsteine sind höher als die anderen Steine. Die Seiten der Kammer scheinen aus zwei einzelnen Steinen geformt zu sein, aber der umgebende Torf verdeckt die Details. Es gibt einen Endstein, der aber fast vollständig begraben ist. 
Etwa zwei Kilometer südwestlich liegen die Steinkreise und Steinreihen von Corick.